# Estação Arqueológica do Monte da Chaminé
A Estação Arqueológica do Monte da Chaminé, igualmente conhecida como Villa Romana do Monte da Chaminé, é um sítio arqueológico no concelho de Ferreira do Alentejo, em Portugal.

## Descrição
O sítio arqueológico está situado a cerca de três quilómetros de distância da vila de Ferreira do Alentejo, e corresponde a uma antiga villa agrícola romana. Na mansão destaca-se o peristilo de grandes dimensões, com cerca de 22 m², e que tinha pelo menos três divisões em redor. Além da casa principal, o complexo também era composto por estruturas de funções produtivas, como um lagar para azeite, uma cave um armazém para talhas de azeite, e um celeiro, que era constituído por um sobrado onde eram conservados os cereais.
Está integrado no percurso circular Rota da Villa do Monte da Chaminé, que inclui também outros pontos de interesse na vila e na zona em redor.

## História

### Ocupação primitiva e Idade Média
A villa romana foi ocupada entre o início do século I até ao século V d.C. Também foram encontrados alguns vestígios de ocupação durante o período visigótico, tendo o arqueólogo Clementino Amaro relatado à agência Lusa em 2011 que na área do lagar de azeite «começaram a aparecer estruturas precárias que podem corresponder a um prolongamento da ocupação da ‘villa’ romana já em período do Baixo Império ou mesmo do século VI e início do século VII, ou seja, já numa época de ocupação visigótica».
O sítio do Monte da Chaminé foi posteriormente utilizado durante a Idade Média, tendo sido encontrada no local uma sepultura de um peregrino do Caminho de Compostela, que continha uma vieira, normalmente entregue aos peregrinos em Compostela, e fragmentos de uma panela de barro que era utilizada no ritual da queima do vestuário, no Cabo Finisterra.

### Redescoberta
As ruínas foram descobertas em 1981 pelo arqueólogo Clementino Amaro, que, em conjunto com Manuel Barreto, realizou seis campanhas de escavações até 1988. Nesse período foram descobertas várias estruturas que provavelmente fariam parte da villa romana, incluindo parte do peristilo e três divisões em redor, que talvez fossem uma sala de refeições e quartos de dormir. As escavações estiveram depois paradas durante cerca de vinte anos, tendo sido retomadas em Agosto de 2008. Também nesse ano foi descoberta a sepultura de um peregrino da Idade Média, numa camada superior à dos vestígios romanos. Em 2009 foi estudado o peristilo da casa romana, e foram parcialmente escavadas duas estruturas agrícolas, que poderiam ser um celeiro e um lagar de azeite. Foram encontrados muitos vestígios da ocupação romana, que permitiram avaliar a riqueza e grande importância da villa, que esteve em contacto com várias partes do Império. O espólio encontrado foi preservado no Museu Municipal de Ferreira do Alentejo.
Entre Agosto e Setembro de 2010, teve lugar a décima campanha arqueológica no Monte da Chaminé, com a colaboração da historiadora Sara Ramos, dos arqueólogos Clementino Amaro e Maria João Pina, e de vários estagiários e recém-licenciados em arqueologia de universidades portuguesas. A equipa foi dividida em dois grupos, um para estudar a casa principal, com destaque para o peristilo, e o outro para trabalhar na área agrícola da villa, de forma a identificar as estruturas encontradas anteriormente. Os trabalhos foram retomados em Agosto do ano seguinte, tendo-se dado uma especial atenção à zona produtiva do complexo romano, principalmente o antigo lagar de azeite, e aos vestígios visigóticos. Estas pesquisas foram feitas por um grupo de vinte alunos de várias instituições de ensino superior portuguesas, e coordenados pela historiadora Sara Ramos e os arqueólogos Clementino Amaro e Maria João Pina. De acordo com Clementino Amaro, esta diligência em estudar o lagar está ligado à forte presença da indústria do azeite no concelho: «Ferreira do Alentejo é um dos concelhos onde mais se está a apostar no olival e na produção de azeite e, portanto, há todo o interesse em investir num lagar de azeite da época romana».
Em Janeiro de 2018, a Direcção Regional de Cultura do Alentejo emitiu uma nota de imprensa, onde afirmou que estava a tomar medidas no sentido de prevenir as várias ocorrências de destruição do património para a plantação de olival e amendoal, tendo um destes casos ocorrido no sítio arqueológico do Monte da Chaminé.
O Anúncio n.º 124/2018, de 21 de Maio, emitido pela Direcção-Geral do Património Cultural, iniciou o processo para a classificação das ruínas. Em Maio de 2019, foi organizada uma visita ao sítio do Monte da Chaminé, no âmbito do programa Terras sem Sombra.